# Латилип ет Габури (Квебек)
Латилип ет Габури (фр. Latulipe-et-Gaboury) је CU у Канади у покрајини Квебек. Према резултатима пописа 2011. у граду је живело 304 становника.

## Становништво
Према резултатима пописа становништва из 2011. у граду је живело 304 становника, што је за 8,7% мање у односу на попис из 2006. када је регистровано 333 житеља.
| 2006. | 2011. |
| ----- | ----- |
| 333   | 304   |